# أوروبا الجنوبية
تشير التسمية جنوب أوروبا عموماً إلى «كل الدول في جنوب أوروبا». مع ذلك فإن هذا المصطلح امتلك دلالات مختلفة في أوقات مختلفة وفقاً للحالة السياسية والسياق اللغوي والثقافي، مضافاً إلى ما سبق البعد الجغرافي والسمات المناخية. تمتلك معظم البلدان الأوروبية الجنوبية إطلالة على البحر الأبيض المتوسط.

## التعريف الجغرافي
جغرافياً، جنوب أوروبا هو النصف الجنوبي من مساحة أوروبا. هذا التعريف نسبي دون حدود واضحة. تشكل جبال الألب وجبال الهضبة الوسطى حاجزاً مادياً بين إيطاليا وفرنسا وبقية أوروبا. تتوزع الدول في جنوب أوروبا على الأقاليم التالية:

### شبه جزيرة إيبيريا
- إسبانيا (بما فيها جزر البليار)
- أندورا
- البرتغال (بما فيها جزر ماديرا والأزور)
- جبل طارق (إقليم بريطاني ما وراء البحار)

### شبه الجزيرة الإيطالية
- إيطاليا (بما فيها سردينيا وصقلية)
- سان مارينو
- الفاتيكان

### شبه جزيرة البلقان
- ألبانيا
- البوسنة والهرسك
- بلغاريا
- كرواتيا (جنوب سافا وكوبا)
- اليونان (بما فيها كريت والجزر الأيونية والجزر الإيجية)
- كوسوفو
- الجبل الأسود
- مقدونيا
- صربيا (جنوب سافا والدانوب)
- تركيا (3% من البلاد يقع في أوروبا (تراقيا الشرقية) والباقي في آسيا)

### أخرى
- فرنسا (لا تعتبر المناطق الشمالية من البلاد جزءاً من جنوب أوروبا)
- موناكو
- قبرص (جغرافياً تتبع آسيا، لكن لأسباب تاريخية وثقافية تصنف ضمن أوروبا)
- مالطا (بما فيها غودش)
- سلوفينيا (منطقة بريمورسكا)
- رومانيا (شمال دبروجة تعتبر جنوب أوروبا وأحياناً فالاكيا، أما ترانسيلفانيا فتعتبر أحياناً جزءاً من وسط أوروبا)

## مخطط الأمم المتحدة الجغرافي

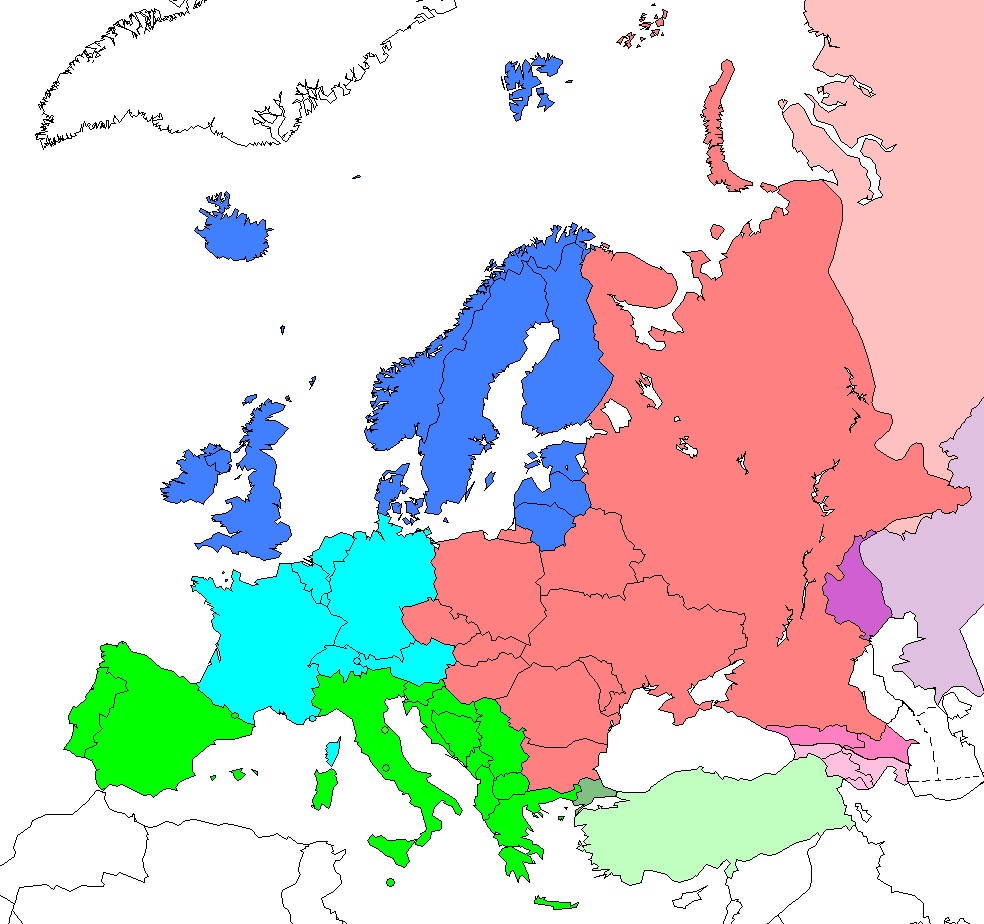
جنوب أوروبا حسب الأمم المتحدة. (باللون الأخضر):
أوروبا الشمالية
أوروبا الغربية
أوروبا الشرقية
أوروبا الجنوبية

تصنف الأمم المتحدة البلدان في مجموعات حسب المناطق لتسهيل أعمالها وفي منشوراتها الرسمية. بالتالي فإن جنوب أوروبا وفقاً للأمم المتحدة (الأقاليم الفرعية وفقاً للأمم المتحدة) يتألف من البلدان والأقاليم التالية:
- ألبانيا
- أندورا
- البوسنة والهرسك
- كرواتيا
- جبل طارق (يمكن أن تعتبر من أوروبا الغربية كونها تابعة سياسياً  المملكة المتحدة)
- اليونان
- إيطاليا (بما فيها سردينيا وصقلية)
- مقدونيا
- مالطا (بما فيها غودش)
- الجبل الأسود
- البرتغال
- سان مارينو
- صربيا
- سلوفينيا
- إسبانيا (بما فيها جزر البليار)
- الفاتيكان

## التعريف المناخي

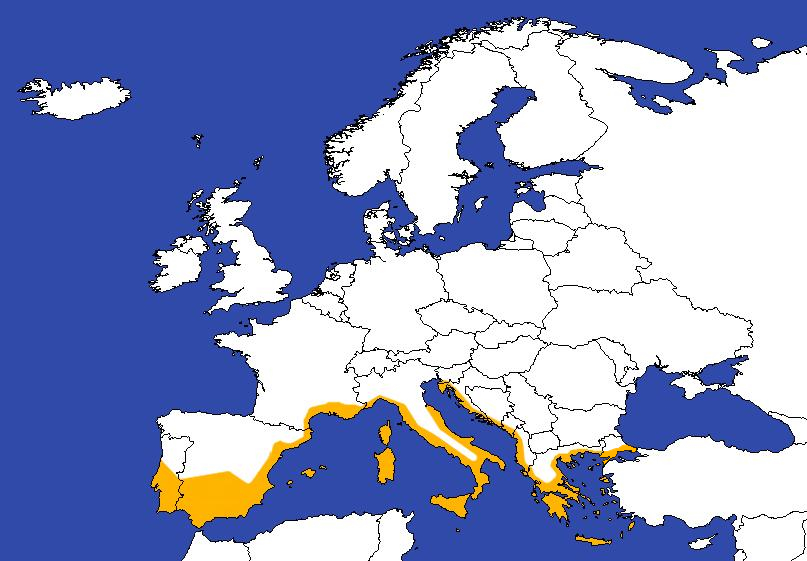
المناطق الأوروبية ذات المناخ المتوسطي.

أكثر مناخ يعبر عن جنوب أوروبا هو مناخ البحر الأبيض المتوسط والذي أصبح مميزاً للمنطقة إلى درجة أن العديد من الناس يعتبرون أن مفهوم «جنوب أوروبا» يخص فقط مجالات مناخ البحر الأبيض المتوسط. يميل العديد من سكان شمال أوروبا في كثير من الأحيان إلى الاعتقاد (لأن الكثير منهم يزور المناطق الساحلية الجنوبية في الصيف) بأن جميع جنوب أوروبا ذو مناخ البحر الأبيض المتوسط في حين أن توجد عملياً عدة مناخات مختلفة في جنوب أوروبا: في شبه الجزيرة الإيبيرية الداخلية وفي شبه جزيرة البلقان الداخلية وفي شمال إيطاليا وجنوب فرنسا المركزي مناخ قاري. كما يوجد المناخ المحيطي بطبيعة الحال على سواحل المحيط الأطلسي في البرتغال وإسبانيا وجنوب غرب فرنسا.
يتميز المشهد الطبيعي بما يلي:
- تلال جافة.
- سهول صغيرة.
- غابات صنوبرية.
- أشجار الزيتون.

المنطقة التي تعتبر مناخياً جنوب أوروبا هي:
- ألبانيا
- البوسنة والهرسك (سواحل)
- كرواتيا (سواحل)
- قبرص
- فرنسا (الساحل الجنوبي الشرقي وكورسيكا)
- جبل طارق
- اليونان (سواحل)
- إيطاليا (عدا سهل نهر بو ومنطقة الألب والأبينين)
- مالطا
- موناكو
- الجبل الأسود
- البرتغال (الثلثان الجنوبيان فقط)
- صربيا (جنوب)[5]
- إسبانيا (النصف الجنوبي والسواحل الشرقية)
- تركيا (السواحل الجنوبية والغربية)

## التعريف النباتي

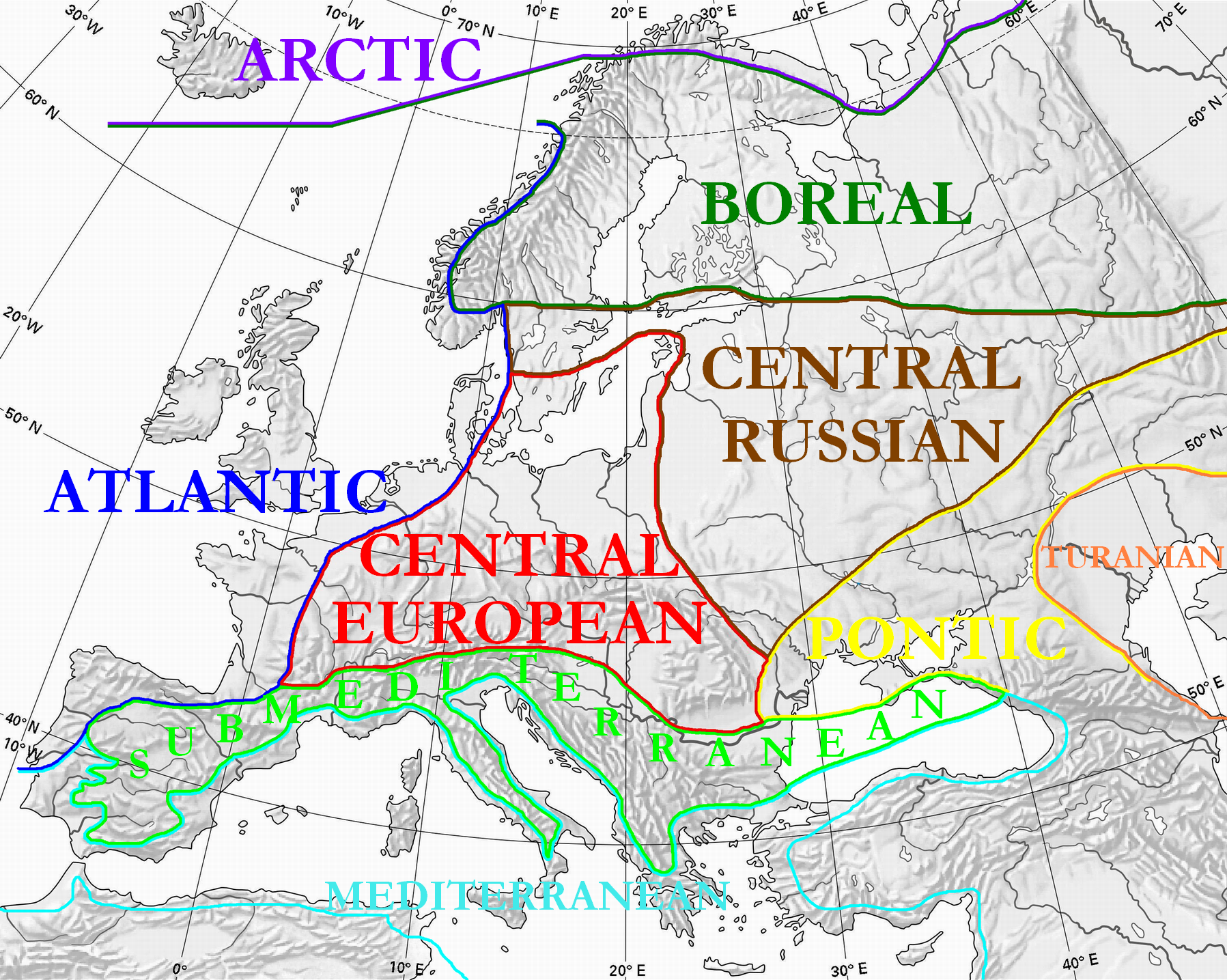
المناطق النباتية الأوروبية

النباتات جنوب أوروبا هي جزء من منطقة المتوسط، واحدة من المناطق ذات النظام النباتي الموحد وفقاً لأرمن تاختاجان. تضم منطقة مناخ المتوسط وشبه المتوسط البلدان والأقاليم التالية:
- ألبانيا
- البوسنة والهرسك
- بلغاريا
- كرواتيا
- قبرص
- اليونان
- فرنسا (القسم الجنوبي والجنوبي الغربي وكورسيكا)
- المجر (القسم الجنوبي الغربي حتى بحيرة بالاتون)
- إيطاليا
- مقدونيا
- مالطا
- الجبل الأسود
- البرتغال (النصف الجنوبي)
- رومانيا (فقط القسم الجنوبي على طول الدانوب)
- صربيا
- سلوفينيا
- إسبانيا (عدا القسم الشمالي الغربي)
- سويسرا (فقط تيسينو)
- أوكرانيا (فقط القسم الجنوبي من القرم)
- تركيا

## جنوب أوروبا لغويًا

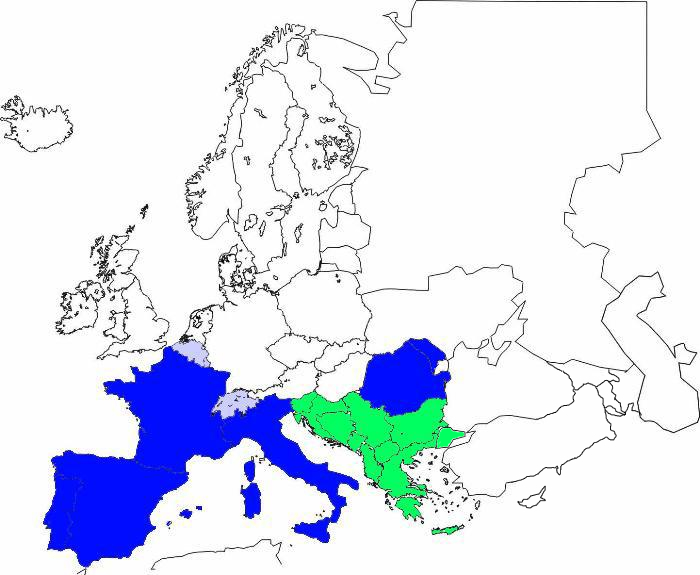
خريطة لغوية لجنوب أوروبا. أوروبا اللاتينية باللون الأزرق، واليونان وألبانيا والبلدان السلافية الجنوبية بالأخضر.

بلدان جنوب أوروبا حسب اللغات الرسمية:

### لغات رومنسية
- أندورا: كتلانية
- بلجيكا: فرنسية
- فرنسا: فرنسية
- إيطاليا: إيطالية
- لوكسمبورغ: فرنسية
- مولدوفا: رومانية
- موناكو: فرنسية
- البرتغال: برتغالية
- رومانيا: رومانية
- سان مارينو: إيطالية
- إسبانيا: إسبانية
- سويسرا: فرنسية وإيطالية ورومانشية
- الفاتيكان: إيطالية

### لغات سلافية جنوبية
- البوسنة والهرسك:صربية[7]
- بلغاريا: بلغارية
- كرواتيا: كرواتية [7]
- مقدونيا: مقدونية
- الجبل الأسود: صربية [7]
- صربيا: صربية [7]
- سلوفينيا: سلوفينية

### لغات يونانية
- قبرص: يونانية
- اليونان: يونانية

### لغات جرمانية
- جبل طارق: إنجليزية
- مالطا: إنجليزية
- سويسرا: ألمانية

### لغات ألبانية
- ألبانيا: ألبانية
- كوسوفو: ألبانية

### لغات سامية
- قبرص: عربية قبرصية
- مالطا: مالطية

### لغات تركية
- قبرص: تركية
- تركيا: تركية